# Revoluția Română din 1989 la Cluj-Napoca
Revoluția Română din 1989 la Cluj-Napoca a constat într-o serie de manifestații începând cu cea a muncitorilor care se întorceau acasă după schimbul de tură din fabricile orașului. Douăzeci și șapte de persoane au fost ucise de forțele armate. Paisprezece au fost uciși în Piața Unirii, nouă la fabrica de bere, trei la Hotelul Astoria și unul în Piața Mărăști. Dintre victime, șapte au fost maghiari.

## Context
În 1989, László Tőkés, pastorul reformat din Timișoara, a fost suspendat din funcție de către episcopul László Papp de Oradea și i s-a ordonat prin hotărâre judecătorească să părăsească parohia, dar acesta a refuzat. În cadrul emisiunii Panorama, difuzată de televiziunea maghiară la 11 decembrie, a relatat despre măsurile luate de autorități împotriva sa și a familiei sale, a criticat regimul de la București și a cerut sprijinul publicului internațional. În seara zilei de 15 decembrie 1989, credincioșii reformați și alte persoane, maghiari și români deopotrivă, au format un lanț viu pentru a-l apăra pe László Tőkés, declanșând revoluția română care, în scurt timp, a măturat regimul Ceaușescu.

## Derularea evenimentelor
La începutul după-amiezii de 21 decembrie 1989, mai mulți muncitori din fabrici s-au îndreptat în grupuri spre centrul orașului. Ei au protestat în patru locuri: Piața Unirii, Hotelul Astoria, Piața Mărăști și fabrica de bere Ursus. În Piața Unirii, în fața librăriei universitare și a hotelului Continental, era deja (în jurul orei 15.00) o prezență militară puternică, formată în principal din tineri recruți conduși de căpitanul Carp Dando. Mulțimea a strigat lozinci anticomuniste și anti-Ceaușescu. Fotografiile evenimentelor arată mai multe mașini parcate, fiecare cu câte o persoană în ea. Văzându-i pe soldați, actorul Călin Nemeș, cu geaca deschisă la piept, a strigat la soldați să îl împuște în piept. Potrivit unor surse militare, un grup de câțiva bărbați (printre care și Călin Nemeș) l-a atacat pe Carp Dando. În timpul încăierării, pistolul căpitanului s-a descărcat, rănindu-l pe Călin Nemeș. Soldații au deschis apoi focul la comandă. Mai multe persoane au căzut la pământ, printre care și Călin Nemeș, care a supraviețuit rănilor. A doua zi dimineață, înainte ca Ceaușescu să fugă, geamurile librăriei universitare au fost sparte și mai multe coli de hârtie A4 au fost lipite cu cuvintele Moarte criminalilor! Faptul că militarii erau prezenți pe străzile învecinate înainte ca demonstranții să ajungă la fiecare dintre aceste locuri indică un grad ridicat de organizare. În fiecare dintre aceste locații, militarilor li s-au alăturat membri ai Securității, care au tras și ei focuri de armă.
În 2006, pentru reprimarea manifestației au fost pronunțate următoarele sentințe: 8 ani de închisoare pentru Ioachim Moga (secretar județean de partid), 10 ani pentru generalul Iulian Topliceanu, 9 ani pentru colonelul Valeriu Burtea, 9 ani pentru locotenent-colonelul Ioan Laurențiu Cocan și 15 ani pentru căpitanul Ilie Dicu.

## Lista victimelor

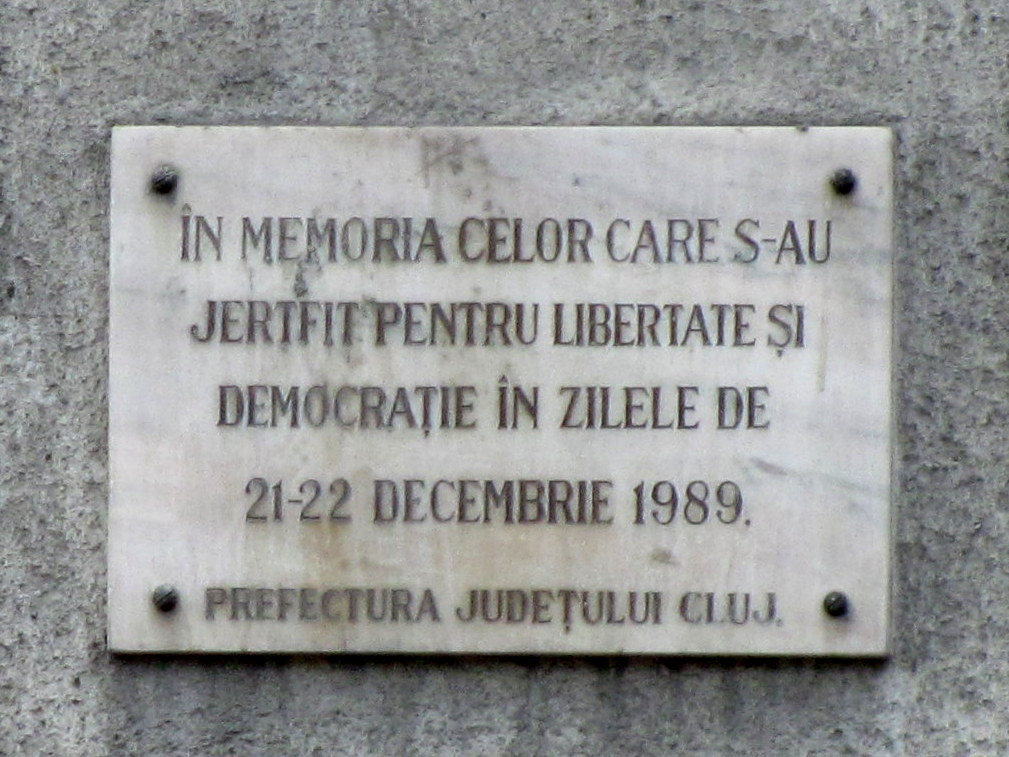
Placă comemorativă

Numărul victimelor variază între 26 și 29, potrivit diferitelor surse. Coloana comemorativă din Piața Unirii are 27 de nume, dar poartă și numele lui Călin Nemeș, care s-a sinucis în 1993.
Victimele au fost următoarele (vârsta între paranteze, cele marcate cu * nu sunt incluse în raportul de poliție):
Borbély István (28),
Borș Grigore (28),
Chican Ciuptu Fănel*,
Chira Ioan (36)*,
Cionca Iosif*,
Cioara Viorel (50),
Ciortea Emil(43),
Cristurean Rodica (26),
Egyedi Imre (57),
Inclezan Ioan (20),
Jurja Sorinel Dorinel (22),
Marin Vergica (70),
Matiș Lucian (29),
Merca Aurel (33),
Mișan Luminita Corina (21),
Nasc Adrian Gh. (32),
Pedestru Horia (44),
Pop Alexandru (40),
Pop Teodor (19),
Rus Ștefan*,
Rusu Ioan (40)
Sabău Ioan (31),
Smical Adrian Dinu (28),
Szabó Attila (22),
Szabó István (40),
Tamás Burgya József (20),
Țiclete Mihai Călin (29),

## Imaginile lui Răzvan Rotta de la demonstrația din Piața Unirii

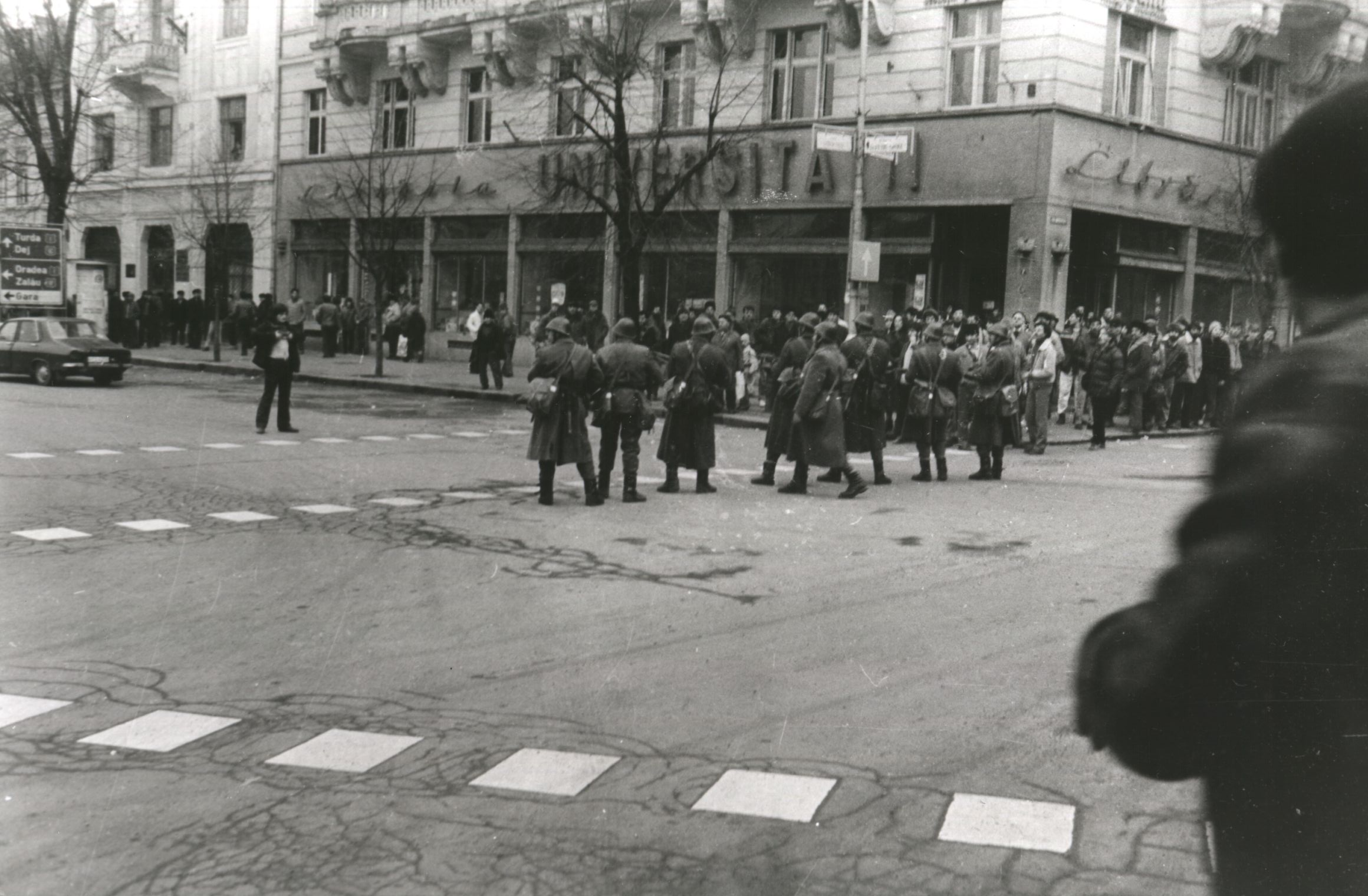
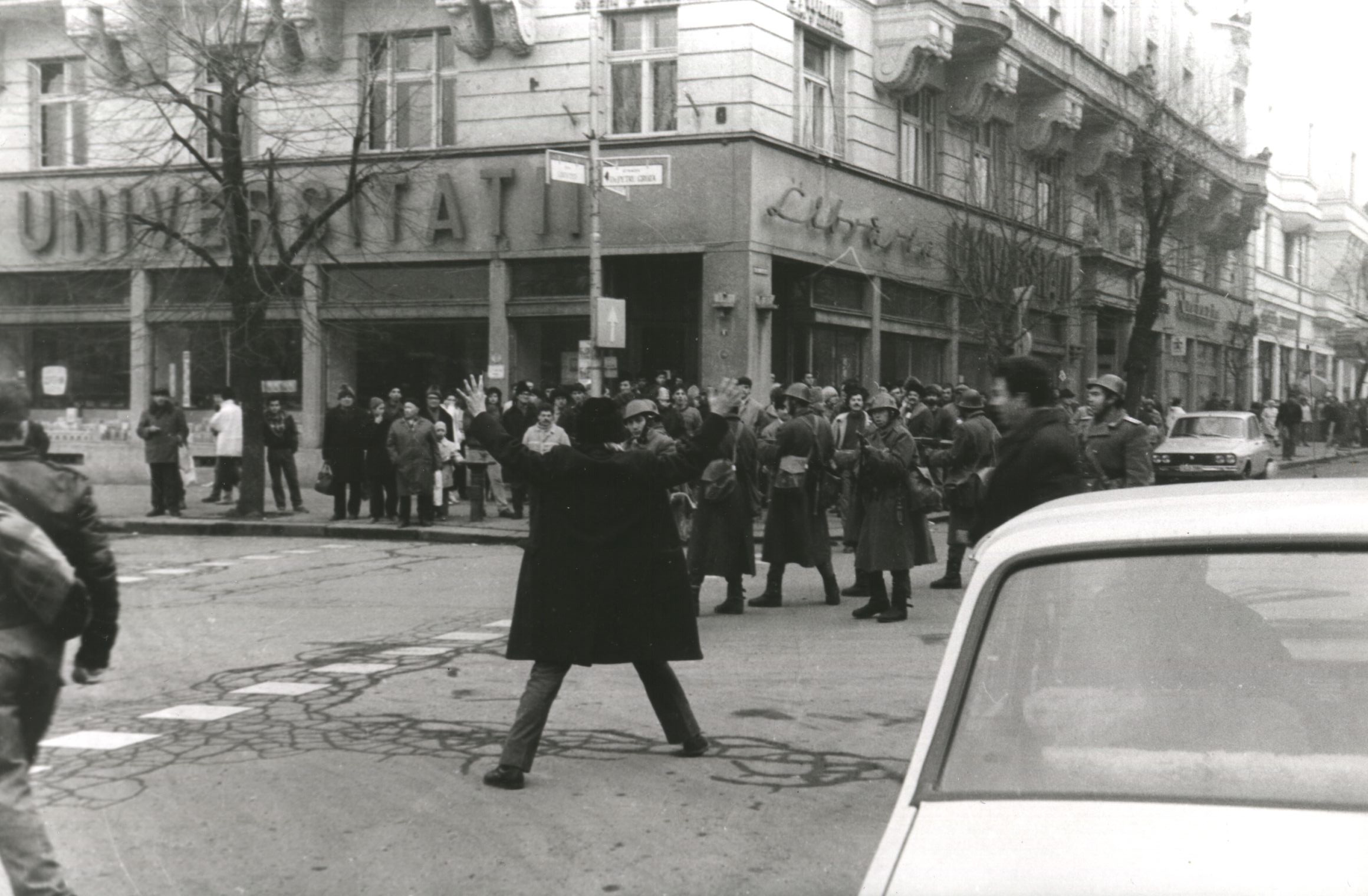
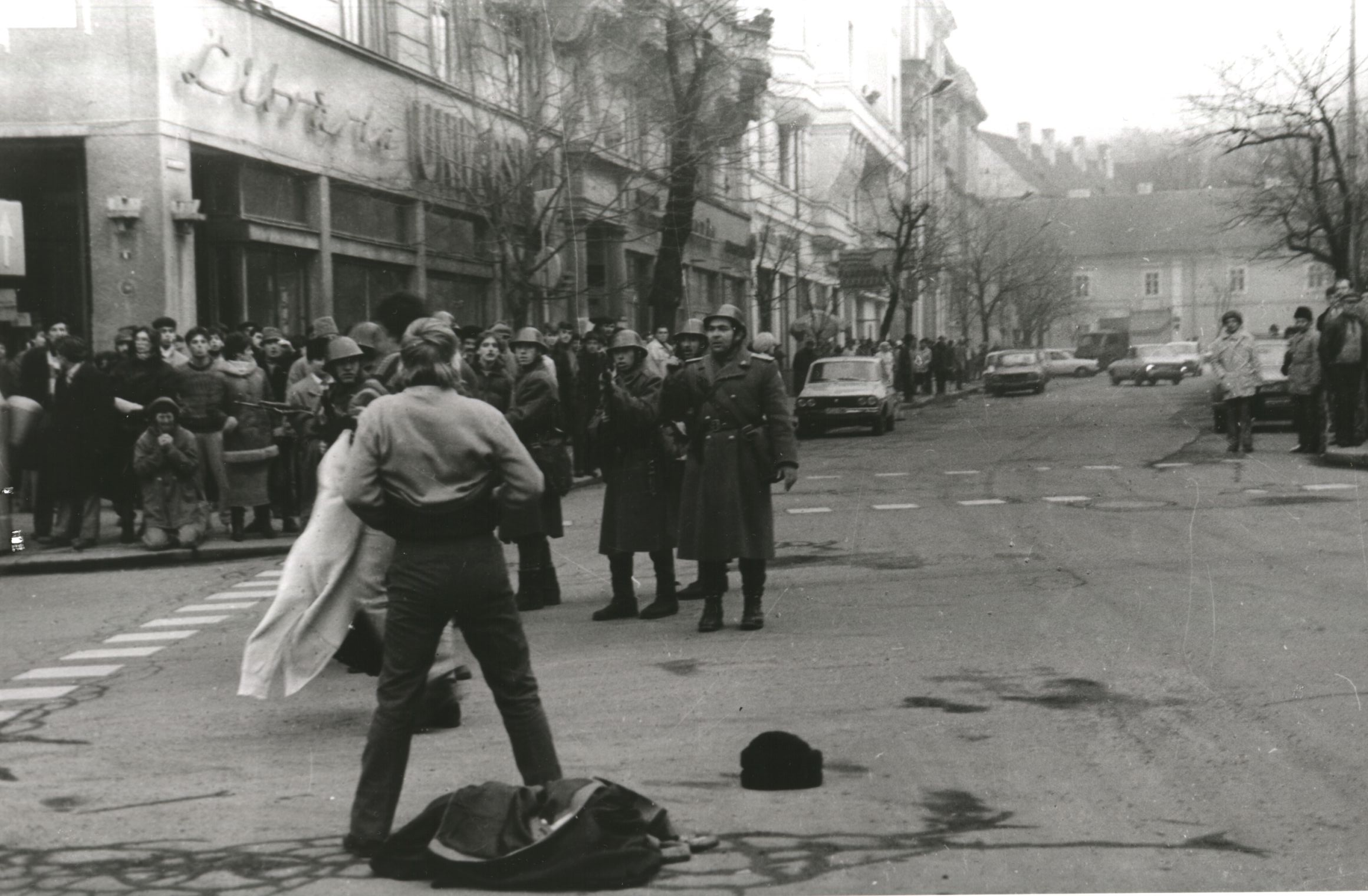
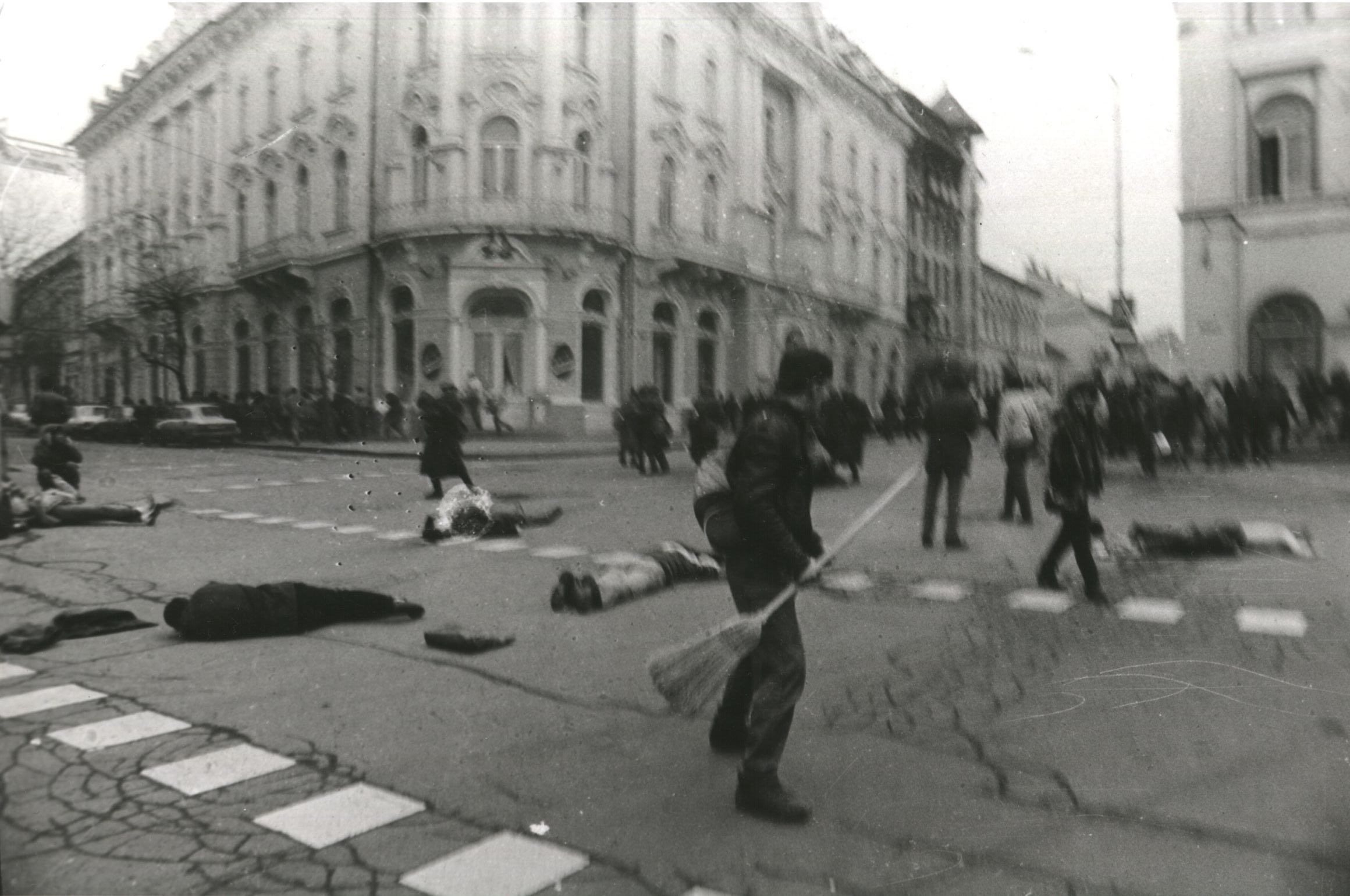
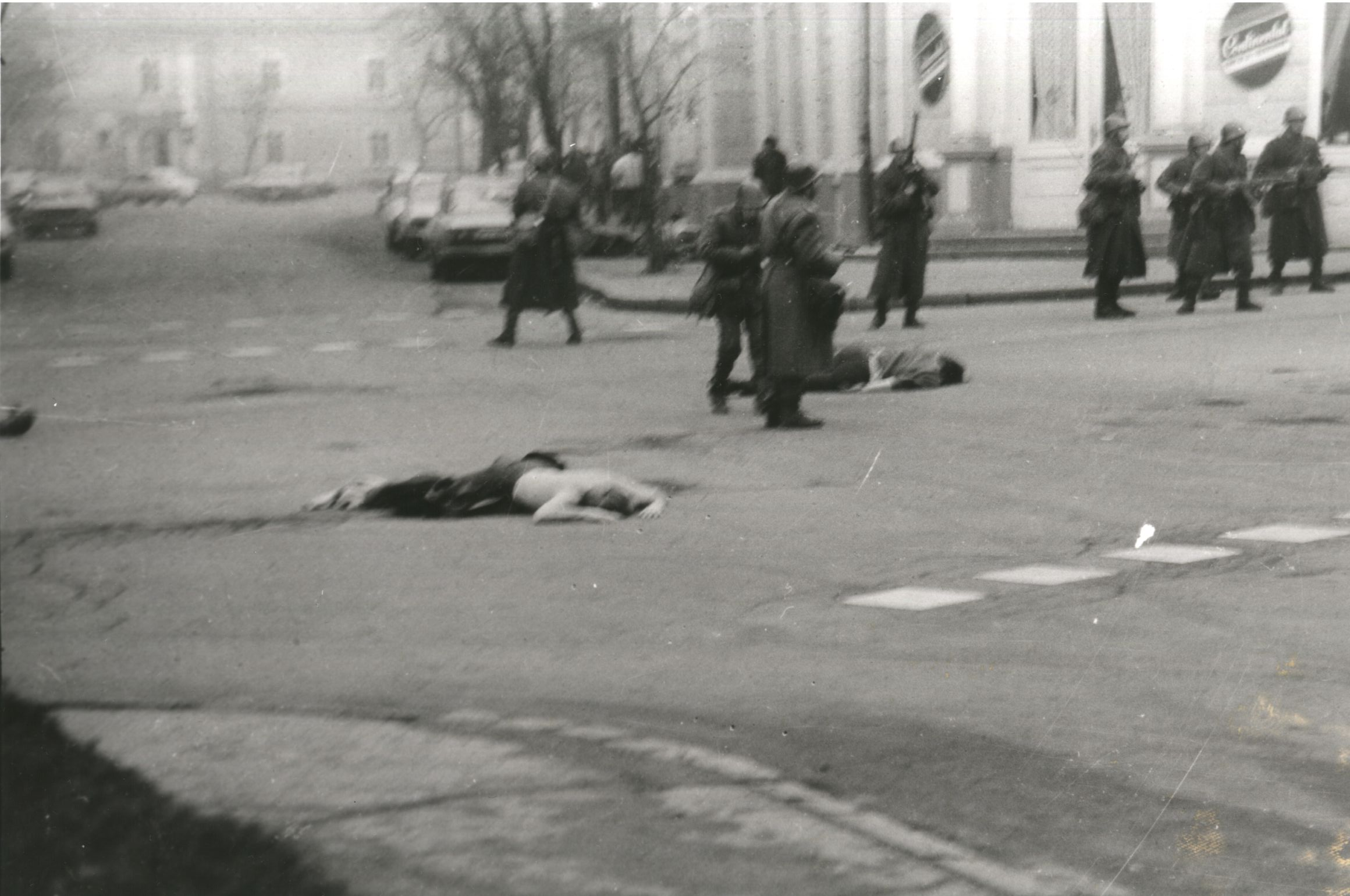
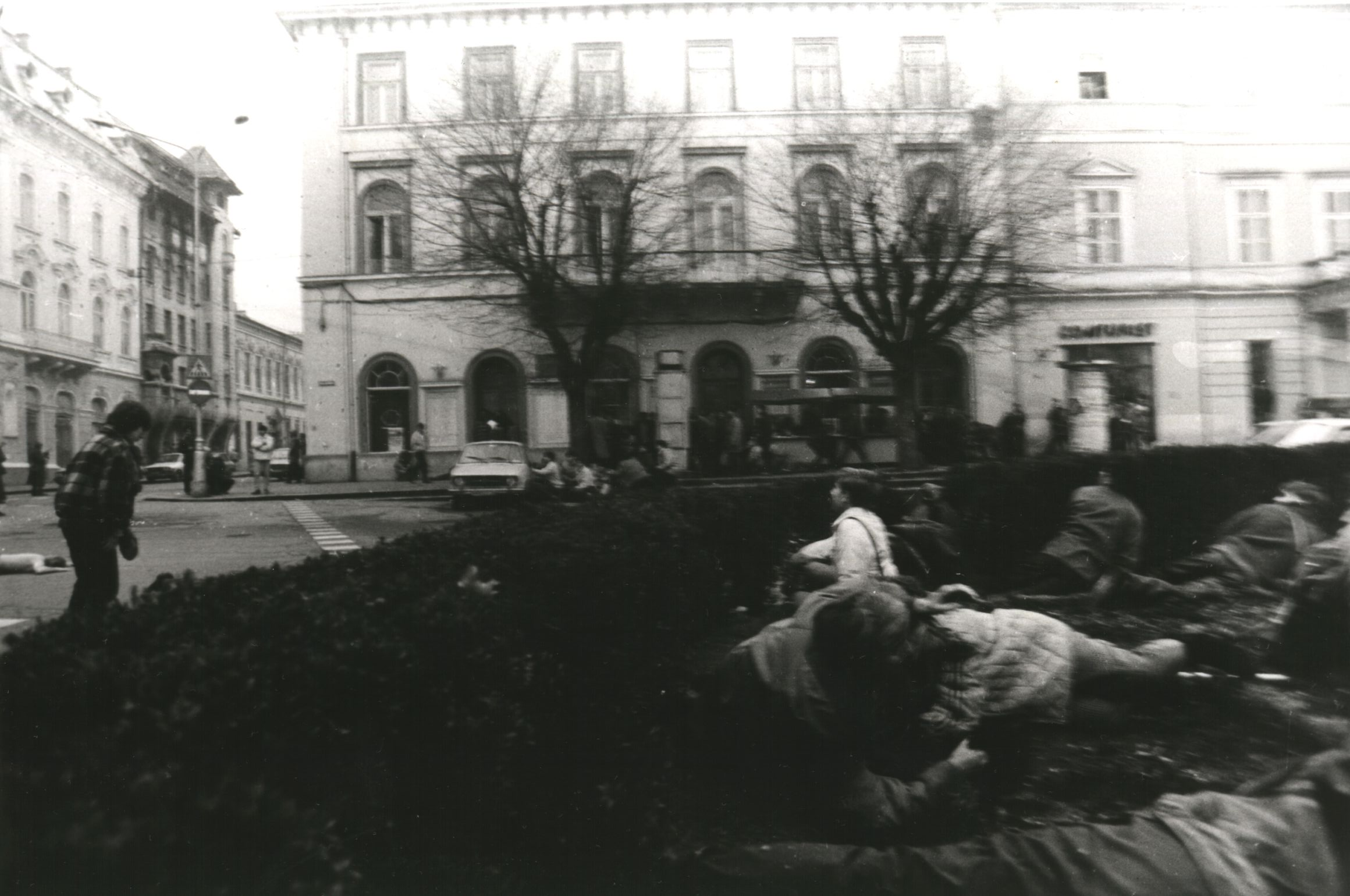
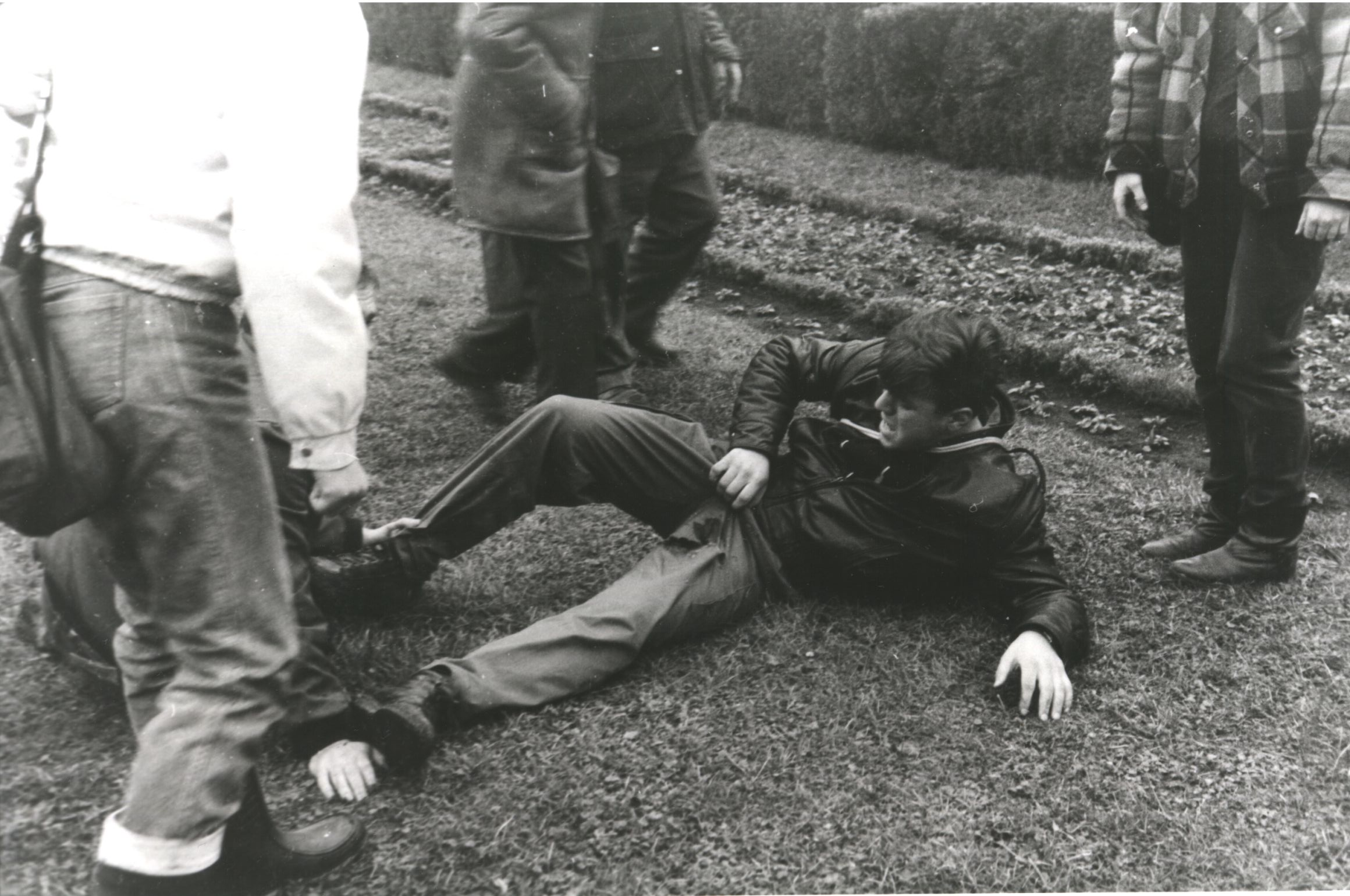
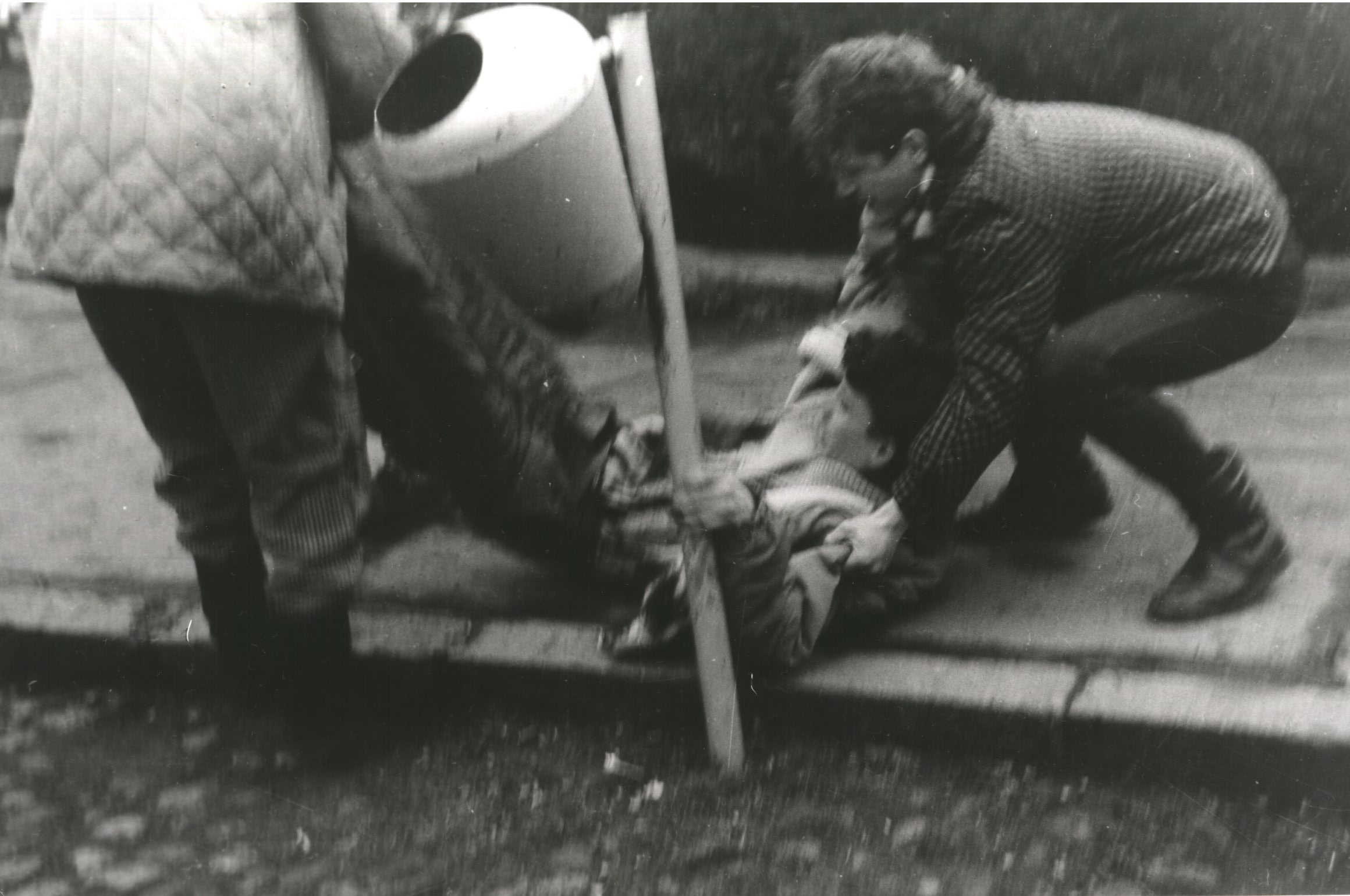

## Comemorare

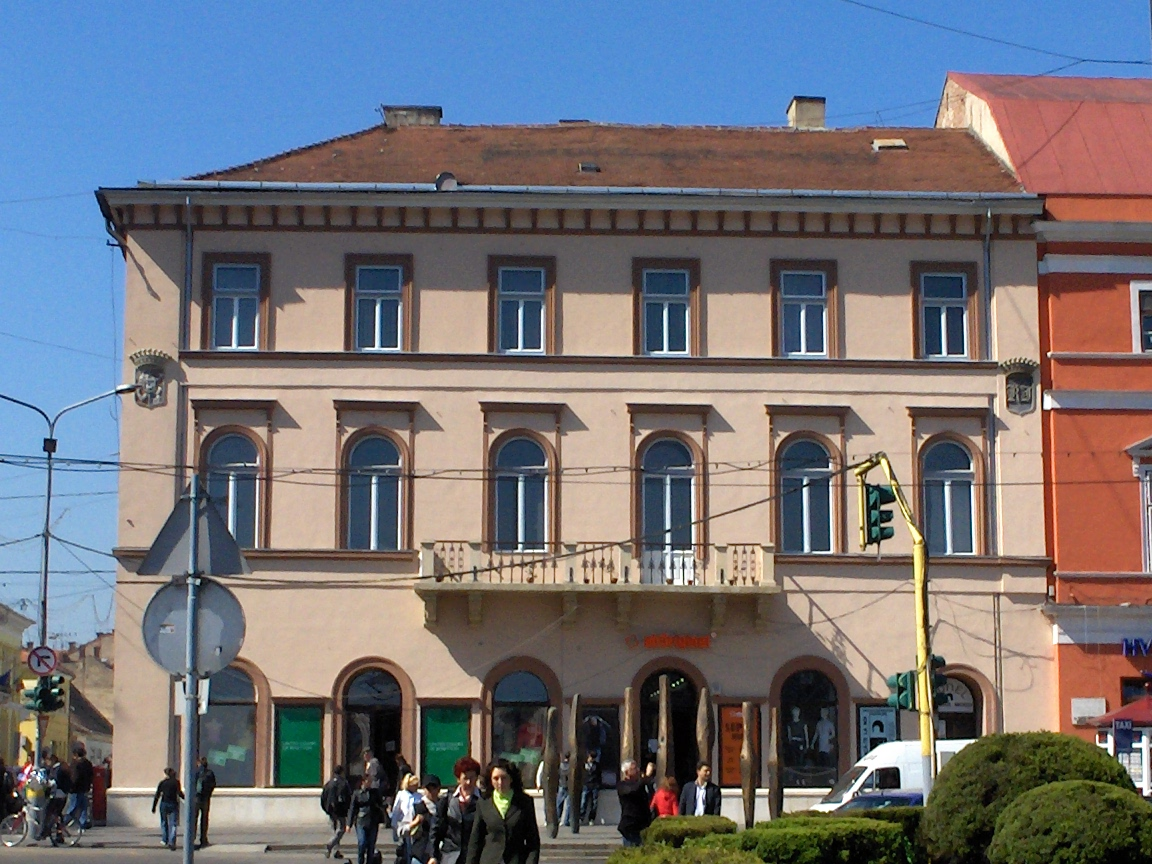
Monument cu șapte coloane în fața Palatului Rhédey

În Piața Mare se află un monument de șapte coloane în memoria celor căzuți, iar pe jos o placă cu 27 de nume, printre care și cel al lui Călin Nemeș. Lângă intrarea în librăria universității, o placă modestă proclamă moartea revoluționarului Lucian Matiș, în timp ce o alta îi comemorează pe cei care și-au sacrificat viața pentru libertate și democrație.